# Otto I. (Schaumburg)
Otto I. (* ca. 1330; † 1404) war der Sohn von Adolf VII. von Holstein-Pinneberg. Er regierte Holstein-Pinneberg und die Stammgrafschaft Schauenburg als Nachfolger seines ältesten Bruders, Adolf VIII., von 1366 bis 1404. Er war verheiratet mit  Mathilde von Braunschweig-Lüneburg, Witwe des Herzogs Ludwig I. von Braunschweig-Lüneburg und Tochter von Wilhelm II., Herzog zu Braunschweig und Lüneburg. Das Paar hatte folgende Kinder:
- Adolf IX. (* um 1370; † 9. Oktober 1426) ⚭ 18. August 1378 Gräfin Helene von Hoya († 23. November 1414), Eltern von Otto II.
- Wilhelm (1379–1391)
- Elisabeth ⚭ Bernhard von Dorstadt
- Adelheid ⚭ Dietrich von Hohnstein († 1417)